# Dlhá nad Oravou
Dlhá nad Oravou (slowakisch bis 1927 Dlhá oder Dluhá; ungarisch Dluha) ist eine Gemeinde in der Nord-Mitte der Slowakei mit 1440 Einwohnern (Stand 31. Dezember 2024), die im Okres Dolný Kubín innerhalb des Žilinský kraj und zugleich in der traditionellen Landschaft Orava liegt.

## Geographie

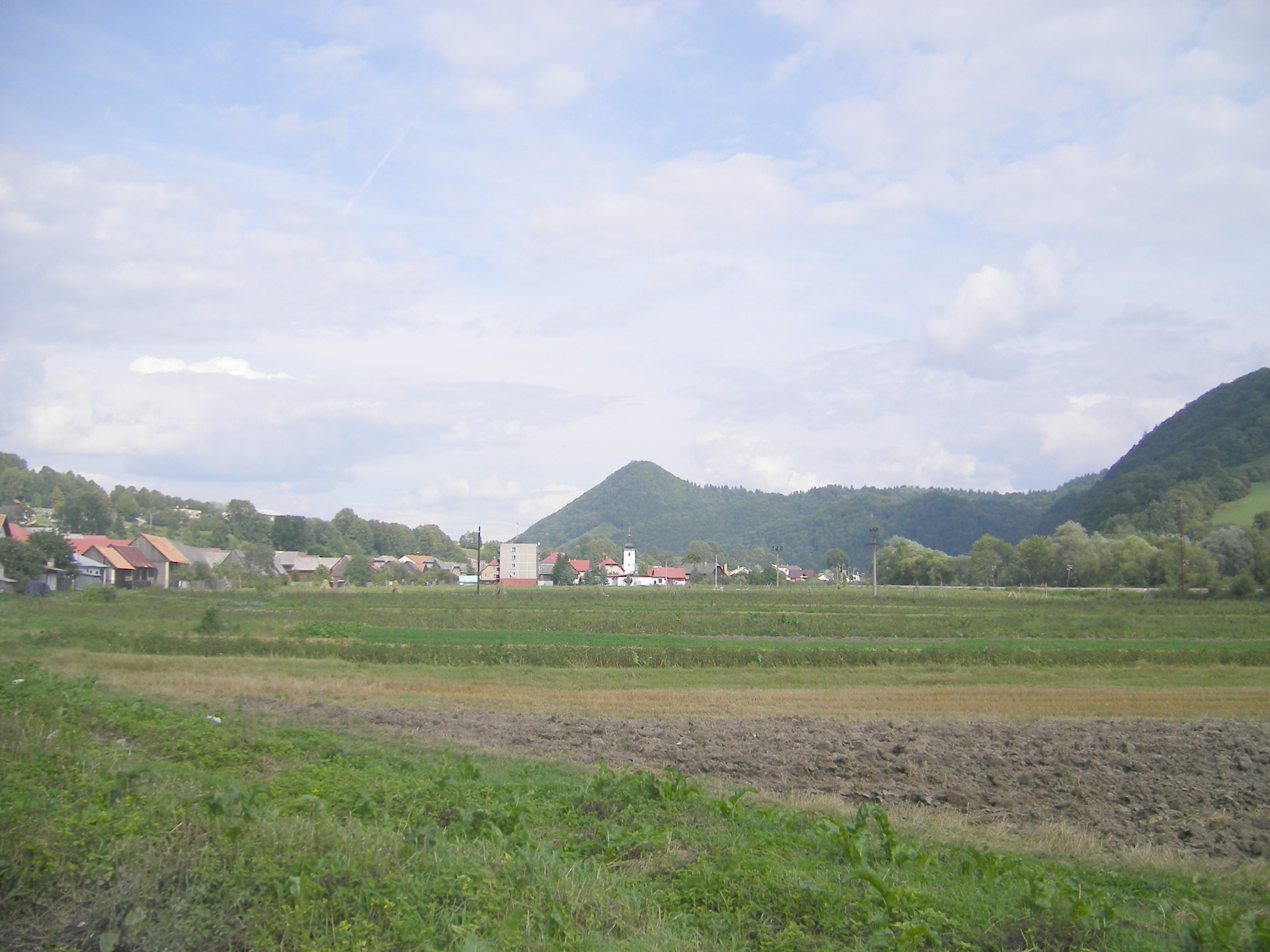
Blick auf den Ort

Die Gemeinde befindet sich im Bergland Oravská vrchovina am Fuße des nördlich gelegenen Gebirges Oravská Magura. Im Süden fließt die Orava am Ort vorbei. Das Ortszentrum liegt auf einer Höhe von 527 m n.m. und ist 15 Kilometer von Tvrdošín sowie 17 Kilometer von Dolný Kubín entfernt.
Nachbargemeinden sind Babín und Podbiel im Norden, Krivá im Nordosten und Osten, Chlebnice im Süden und Sedliacka Dubová im Westen.

## Geschichte

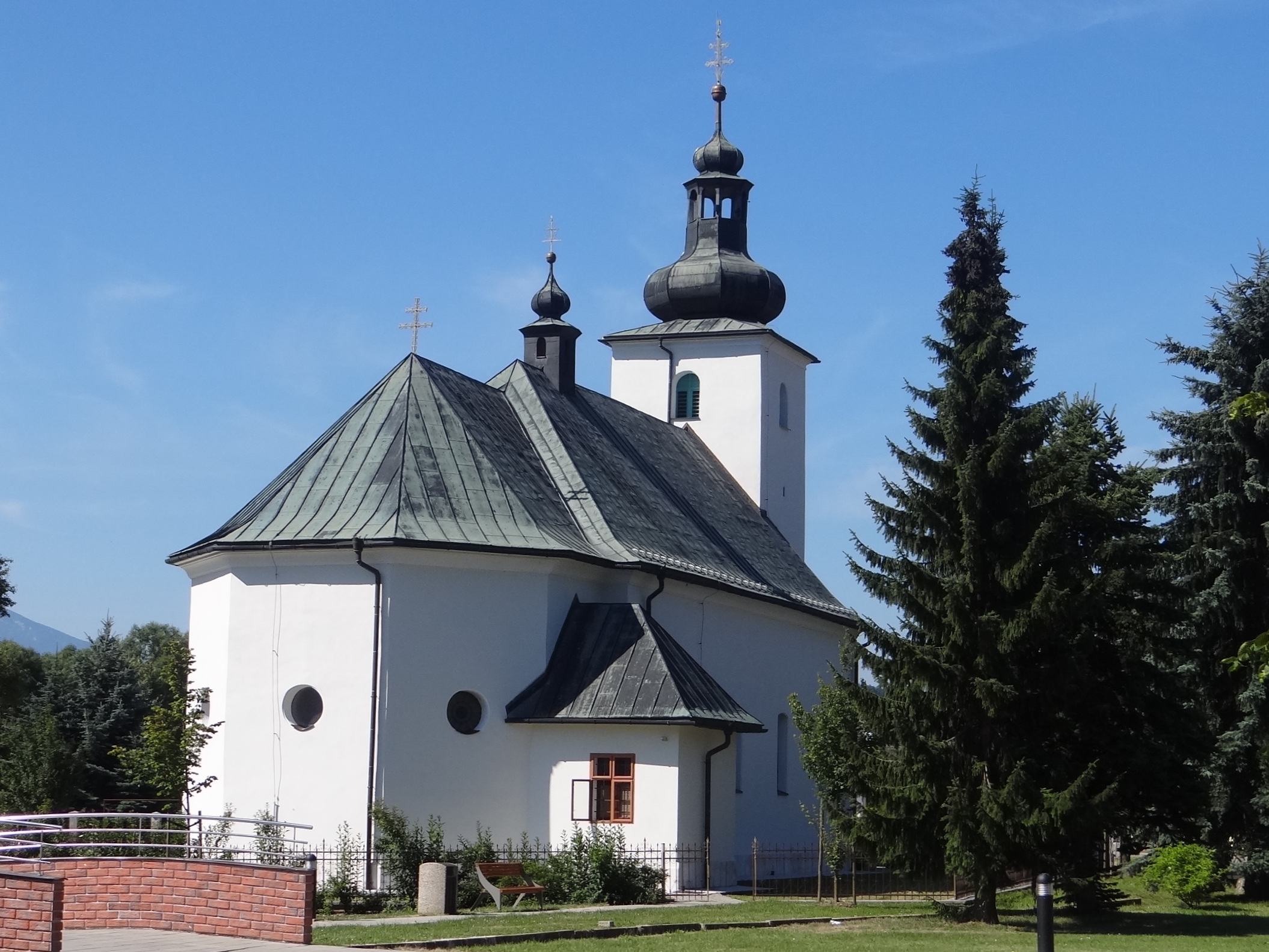
Ladislauskirche

Dlhá nad Oravou wurde zum ersten Mal 1420 als Dluha Luka schriftlich erwähnt und war bis zum 16. Jahrhundert mit dem Nachbarort Sedliacka Dubová einig. Das Dorf entstand auf dem Herrschaftsgebiet der Arwaburg, wurde von Erbvögten verwaltet und gehörte der Arwaburg bis zur Abschaffung der Leibeigenschaft im Jahr 1848. 1683 wurde es von einem polnisch-litauischen Heer verwüstet. 1715 sind 560 Einwohner verzeichnet, 1828 zählte man 153 Häuser und 1.087 Einwohner, die in Landwirtschaft, Viehhaltung und im Brimsenhandel beschäftigt waren. Es gab zudem drei Sägewerke, eine Schmiedeesse sowie Korbmacher und Weber.
Bis 1918 gehörte der im Komitat Arwa liegende Ort zum Königreich Ungarn und kam danach zur Tschechoslowakei beziehungsweise heute Slowakei. Brände in den Jahren 1930 und 1962 verursachten erhebliche wirtschaftliche Schäden.

## Bevölkerung
| Jahr                | 1994 | 2004    | 2014    | 2024    |
| ------------------- | ---- | ------- | ------- | ------- |
| Anzahl der Personen | 1360 | 1389    | 1394    | 1440    |
| Unterschied         |      | +2,13 % | +0,35 % | +3,29 % |

| Jahr                | 2023 | 2024    |
| ------------------- | ---- | ------- |
| Anzahl der Personen | 1441 | 1440    |
| Unterschied         |      | −0,06 % |

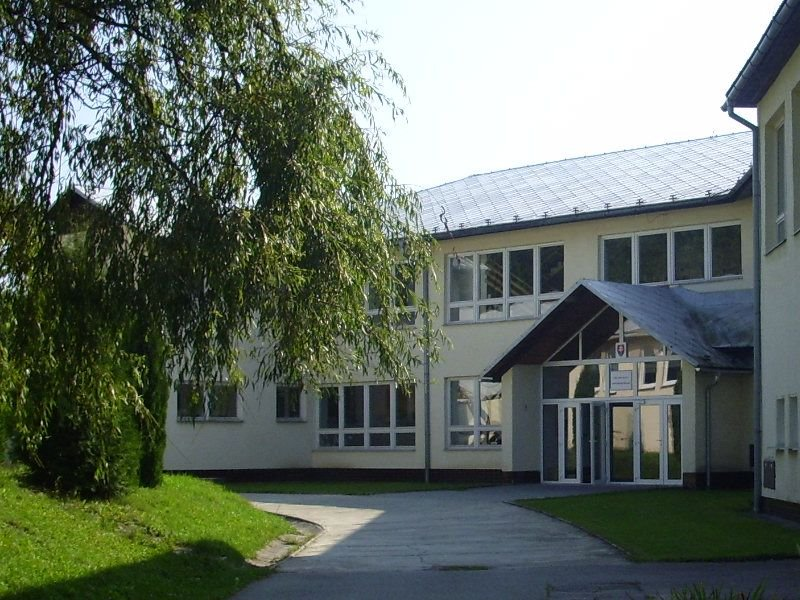
Gebäude des Kindergartens und der Grundschule

Nach der Volkszählung 2011 wohnten in Dlhá nad Oravou 1379 Einwohner, davon 1372 Slowaken und drei Tschechen. Vier Einwohner machten keine Angabe. 1.339 Einwohner bekannten sich zur römisch-katholischen Kirche, zwei Einwohner zu den Zeugen Jehovas und ein Einwohner zur griechisch-katholischen Kirche; ein Einwohner war anderer Konfession. Fünf Einwohner waren konfessionslos und bei 31 Einwohnern ist die Konfession nicht ermittelt.
Ergebnisse nach der Volkszählung 2001 (1364 Einwohner):
| Nach Ethnie: - 99,93 % Slowaken | Nach Konfession: - 98,68 % römisch-katholisch - 0,81 % konfessionslos - 0,15 % keine Angabe |

## Bauwerke
- römisch-katholische Ladislauskirche, ursprünglich Kapelle im barock-klassizistischen Stil aus dem Jahr 1811, später erweitert
- Wegkapellen aus dem 18. und 19. Jahrhundert
- hölzerne Getreidespeicher entlang der Hauptstraße

## Verkehr
Durch den Ort verläuft die Straße 1. Ordnung 59 (E 77) auf dem Weg von Ružomberok zur polnischen Grenze; eine Ortsumgehung im Zuge der Schnellstraße R3 ist in Planung. Es gibt eine Haltestelle an der Bahnstrecke Kraľovany–Suchá Hora mit mehreren täglichen Nahverkehrszügen.